# Altica corni
Altica corni är en skalbaggsart som beskrevs av Loren P. Woods 1918. Altica corni ingår i släktet Altica och familjen bladbaggar. Inga underarter finns listade i Catalogue of Life.